# Назаров Віктор Олексійович
Віктор Олексійович Назаров (нар. 21 березня 1945, УРСР) — радянський футболіст, півзахисник, а на початку кар'єри — нападник.

## Життєпис
Вихованець футбольної школи київського «Динамо», в складі якого в 1964 року й розпочав футбольну кар'єру. Спочатку виступав у резервній команді (з 1964 по 1967 роки відзначився 25-а голами), з 1968 року почав залучатися до матчів першої команди. Дебютував за першу команду «динамівців» 28 квітня 1968 року в переможному (1:0) виїзному поєдинку 5-о туру 1-ї групи вищої ліги проти алматинського «Кайрату». Віктор вийшов на поле в стартовому складі та відіграв увесь матч. Єдиним голом у футболці киян відзначився 22 серпня 1968 року на 24-й хвилині переможного (4:2) виїзного поєдинку 24-о туру 1-ї групи проти одеського «Чорноморця». Назаров вийшов у стартовому складі та відіграв увесь матч. У першій команді «Динамо» зіграв 6 матчів та відзначився 1 голом.
Однак молодий гравець прагнув частіше з'являтися на футбольному полі, тому в червні 1968 року перейшов до луганської «Зорі». У складі луганців дебютував 13 вересня 1968 року в переможному (1:0) домашньому поєдинку 27-о туру 1-ї піднрупи проти єреванського «Арарату». Віктор вийшов на поле в стартовому складі та відіграв увесь матч. Дебютним голом у складі «Зорі» відзначився 27 вересня 1968 року в переможному (2:0) виїзному поєдинку 30-о туру 1-ї групи проти кутаїського «Торпедо». Назаров вийшов у стартовому складі та відіграв увесь матч. У складі луганського колективу зіграв 11 матчів та відзначився 2-а голами.
По завершенні сезону 1968 року опинився в дніпропетровському «Дніпрі». Дебютував у футболці дніпропетровського колективу 5 квітня 1970 року в програному (0:1) виїщному поєдинку 1/64 фіналу кубку СРСР проти московського «Локомотива». Віктор вийшов на поле в стартовому складі та відіграв увесь матч. У вищій лізі за «дніпровців» дебютував 11 квітня 1970 році в нічийному (0:0) домашньому поєдинку 1-о туру вищої ліги проти карагандинського «Шахтаря». Віктор вийшов у стартовому, а на 70-й хвилині його замінив Георгій Кржечевський. Дебютним голом у футболці «Дніпра» відзначився 7 липня 1970 року на 23-й хвилині переможного (2:0) домашнього поєдинку 17-о туру першої групи проти «Алги». Назаров вийшов на поле в стартовому складі та відіграв увесь матч. У складі «Дніпра» в чемпіонатах СРСР провів 148 матчів та відзначився 29-а голами, ще 11 матчів (1 гол) відіграв у кубку СРСР.
1974 рік розпочав у севастопольському «Авангарді», однак по ходу сезону перейшов до івано-франківського «Спартака». Дебютував в івано-франківському колективі 6 липня 1974 року в нічийному (1:1) виїзному поєдинку 17-о туру першої ліги проти одноклубників з Орджонікідзе. Віктор вийшов на поле в стартовому складі, а на 80-й хвилині його замінив Ігор Дирів. Того сезону за «Спартак» зіграв 15 матчів, а після його закінчення завершив кар'єру гравця.
На даний час працює адміністратором у ДЮФШ «Динамо» імені В.В. Лобановського.

## Досягнення

### Клубні
- Перша ліга чемпіонату СРСР
  -  Чемпіон (1): 1968

### Особисті
- Майстер спорту СРСР (1972)